# Phrurolithus singulus
Phrurolithus singulus là một loài nhện trong họ Phrurolithidae.
Loài này thuộc chi Phrurolithus. Phrurolithus singulus được Willis J. Gertsch miêu tả năm 1941.